# 이블 데드
《이블 데드》(영어: The Evil Dead)는 1981년 개봉한 미국의 초자연 공포 영화로, 샘 레이미 감독의 장편 데뷔작이다. 브루스 캠벨, 엘런 샌드와이스, 리처드 더매닝커, 베치 베이커, 테리사 틸리가 외딴 숲속 오두막으로 놀러왔다가 한 카세트 테이프를 발견하고 이를 재생해 세상에 악령을 풀어놓게 되는 대학 친구들을 연기하였다.
《네 무덤에 침을 뱉어라》(1978), 《홀로코스트》(1980)와 함께 동시대에 가장 악명 높은 스플래터 영화로 손꼽혔다. 오늘날 컬트 영화로 자리매김하였으며, 주인공 애시 윌리엄스는 대중문화 아이콘 위상에 올랐다. 프랜차이즈화되어 텔레비전 시리즈, 만화책, 비디오 게임 등이 출시되고 있으며, 속편으로 《이블 데드 2》(1987), 《이블 데드 3: 암흑의 군단》(1992), 일종의 리부트인 《이블 데드》(2013), 《이블 데드 라이즈》(2023)가 있다.

## 줄거리
여행을 떠난 애슐리 "애시" 윌리엄스(브루스 캠벨 분), 스콧(리처드 더매닝커 분), 셰릴(엘런 샌드와이스 분), 셸리(테리사 틸리 분), 린다(베치 베이커 분) 등 친구 5명은 테네시주 경계를 지나 자신들이 머물 깊은 산속 집을 찾아간다.
낡은 집을 발견하고 여장을 푼 일행. 밤이 되자 집 안에서 점차 이상 현상이 일어난다. 애시와 스콧은 지하실에서 그림이 있는 오래된 책과 총, 그리고 카세트 테이프를 발견한다. 테이프에는 기이한 얘기가 녹음돼있다.
녹음의 주인공은 자신이 칸도르 옛터를 발굴하던 중 고적지에서 수메르의 매장과 장례식 주문에 대한 책을 발견했으며, 현재는 아내와 조그만 통나무집에서 은신 중이라고 말한다. 그는 '죽은 자의 책'으로 직역되는 이 책이 악령의 부활을 다루고 있으며, 이 책에 적힌 한 구절을 암송하면 살아있는 인간 몸에 빙의할 수 있는 힘을 악령에게 부여하게 된다고 설명한다. 곧 테이프에서 해당 주문을 외는 소리가 들려오고, 겁을 먹은 셰릴은 그만 끄라고 소리를 지른다.
[스포일러 주의] 셰릴이 싫다는 의사를 분명히 표시했음에도 계속 테이프를 튼 것을 놓고 친구들이 옥신각신하는 사이 밖에서는 형체 불명의 괴물이 이들을 노리고, 셰릴이 먼저 섬뜩한 얼굴로 변한다. 이어 하나둘 흉측한 모습이 되어 무시무시한 힘으로 다른 친구들을 덮치고, 결국 마지막엔 애시만 평범한 인간 모습으로 남는다.
총을 쏘아도 죽지 않고 살아나는 친구들과 피를 뒤집어쓰는 사투를 벌이던 애시. 결국 그 문제의 책을 난로에 집어넣어 태우자 애시에게 달려들던 친구들이 썩어 들어가며 없어진다.
곧 날이 밝고 온통 피투성이인 애시가 밖으로 나가자 돌연 괴음을 내는 보이지 않는 힘이 날아와 애시를 덮친다.

## 출연진
대학 친구 5인방
- 브루스 캠벨 - 애슐리 "애시" J. 윌리엄스 역
- 엘런 샌드와이스 - 셰릴 윌리엄스 역
- 리처드 더매닝커 - 스콧 "스코티" 역
- 베치 베이커 - 린다 역: 애시의 여자친구.
- 테리사 틸리 - 셸리 역

크레디트 미기재
- 샘 레이미 - 이블 데드 (목소리) / 마을 어부 역
- 로버트 태퍼트 - 동네 촌사람 역
- 밥 도리언 - 노비 교수 역 (목소리)

## 기타 제작진
- 보조 제작: 게리 홀트
- 음향: 존 메이슨, 제럴 프레더릭, 멜 젤니커
- 특수 효과: 톰 설리번, 바트 피어스